# Portfel

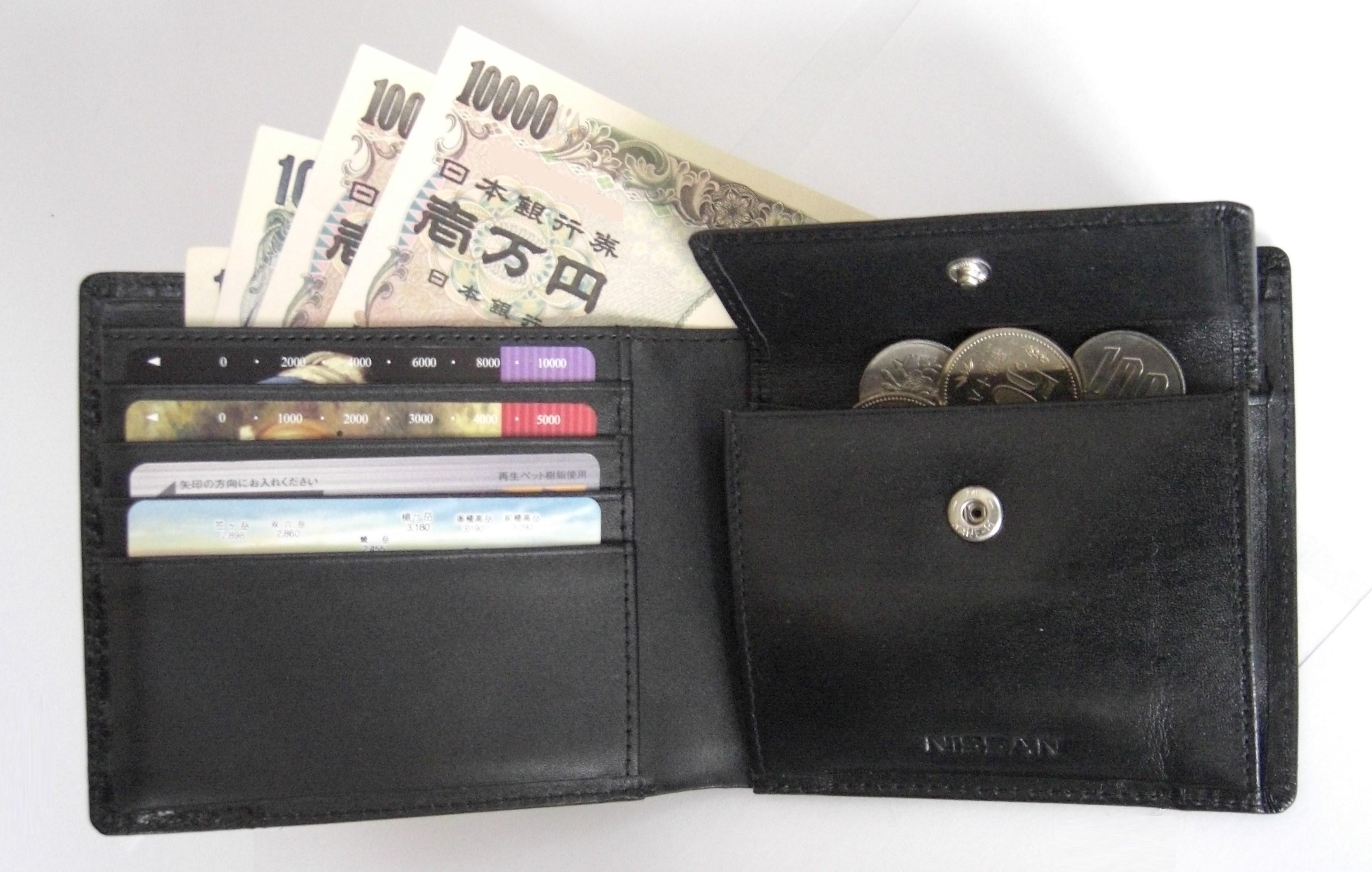
Portfel

Portfel (przest. pugilares) – rodzaj pojemnika na pieniądze, najczęściej skórzanego, tekstylnego lub z innego podobnego materiału.
Portfele służą przede wszystkim do przechowywania banknotów, mogą posiadać również kieszonkę na monety. Współcześnie portfel wykorzystywany jest także do przechowywania dokumentów tożsamości (dowód osobisty, prawo jazdy) oraz kart płatniczych.
Aktualnie na rynkach istnieje wiele różnych rodzajów portfeli. Od zamykanych na rzep po zapinane na zamek. Portfele mają też jednocześnie zastosowanie piórników - mogą przechowywać długopisy, a ponadto mają kieszenie na banknoty i drobne oraz przegrody na karty płatnicze itp.
Portfele damskie najczęściej wykonane są z matowej, lub lakierowanej skóry naturalnej lub syntetycznych skór ekologicznych. Odnośnie do stosowanych w portfelach damskich rodzajów zapięć, do najczęściej spotykanych należą: zamki błyskawiczne, zatrzaski i bigle. Elementy te są zazwyczaj wykonane z metalu aby zapewnić trwałość.